# Olympische Jugend-Sommerspiele 2014/Teilnehmer (Südkorea)
| Gelbes Symbol für Goldmedaillen mit stilisierten Olympischen Ringen | Graues Symbol für Silbermedaillen mit stilisierten Olympischen Ringen | Braundes Symbol für Bronzemedaillen mit stilisierten Olympischen Ringen |
| ------------------------------------------------------------------- | --------------------------------------------------------------------- | ----------------------------------------------------------------------- |
| 4                                                                   | 6                                                                     | 5                                                                       |

Die Jugend-Olympiamannschaft aus Südkorea für die II. Olympischen Jugend-Sommerspiele vom 16. bis 28. August 2014 in Nanjing (Volksrepublik China) bestand aus 73 Athleten.

## Athleten nach Sportarten

### Badminton
| Mädchen - Kim Ga-eun Einzel: 5. Platz Mixed: 9. Platz (mit Lin Guipu Volksrepublik China) | Jungen - Seo Seung-jae Einzel: 9. Platz Mixed: 25. Platz (mit Doha Hany Ägypten) |

### Bogenschießen
| Mädchen - Lee Eun-gyeong Einzel: Bronze Mixed: 17. Platz (mit Seifeldin El-Sehely Ägypten) | Jungen - Lee U-seok Einzel: Gold Mixed: 17. Platz (mit Merveille Zinsou Benin) |

### Boxen
Jungen
- Kim Jin-nyong
Schwergewicht: 4. Platz

### Fechten
| Mädchen - Lee Sin-hee Degen Einzel: Gold Mixed: Gold (im Team Asien-Ozeanien 1) - Jeon Eun-hye Säbel Einzel: 5. Platz Mixed: 4. Platz (im Team Asien-Ozeanien 2) | Jungen - Seo Myeong-cheol Florett Einzel: 4. Platz Mixed: 4. Platz (im Team Asien-Ozeanien 2) - Kim Myeong-ki Degen Einzel: 7. Platz Mixed: 4. Platz (im Team Asien-Ozeanien 2) - Kim Dong-ju Säbel Einzel: Silber Mixed: Gold (im Team Asien-Ozeanien 1) |

### Fußball
Jungen
- Silber
- Hong Hyun-seok
- Im Wha-rang
- Jeong Woo-yeong
- Joo Hwi-min
- Kim Chan
- Kim Gyu-hyeong
- Kim Kyu-nam
- Kim Ming-yu
- Kim Seong-jun
- Kim Seung-ha
- Lee Chang-min
- Lee Ji-yong
- Lee Kyu-hyuk
- Lee Sang-su
- Lim Jae-hyuk
- Park Jun-phil
- Park Kyeong-woo
- Shin Do-hyun

### Gewichtheben
Jungen
- Hwang Seung-hwan
Schwergewicht: 5. Platz

### Golf
| Mädchen - Lee So-young Einzel: Gold Mixed: Silber | Jungen - Youm Eun-ho Einzel: 20. Platz Mixed: Silber |

### Handball
Mädchen
- Gold
- Choi Ji-hyeon
- Chun Hye-su
- Gim Bo-eun
- Hur You-jin
- Kang Da-hye
- Kang Eun-hye
- Kang Kyung-min
- Kim Seong-eun
- Kim So-ra
- Lee Ga-hee
- Park Jo-eun
- Park Jun-hee
- Park Min-jeong
- Yu So-jeong

### Judo
| Mädchen - Lee Hye-kyeong Klasse bis 52 kg: Bronze Mixed: Bronze (im Team Douillet) | Jungen - Ryu Seung-hwan Klasse bis 66 kg: 5. Platz Mixed: Silber (im Team Geesink) |

### Kanu
Jungen
- Choi Ji-sung
Kanu-Einer Slalom: DNF
Kanu-Einer Sprint: DNF

### Leichtathletik
| Mädchen - Kim Chae-hyun 5 km Gehen: 8. Platz 8 × 100 m Mixed: 33. Platz - Lee Hyeon-jeong Dreisprung: 6. Platz 8 × 100 m Mixed: 38. Platz - Jeong Yu-sun Kugelstoßen: 5. Platz 8 × 100 m Mixed: 52. Platz | Jungen - Choi Min-gi 400 m: 14. Platz 8 × 100 m Mixed: 38. Platz - Kim Kyong-tae 110 m Hürden: Bronze 8 × 100 m Mixed: 8. Platz - Joo Hyeon-myeong 10 km Gehen: 5. Platz 8 × 100 m Mixed: 43. Platz |

### Moderner Fünfkampf
| Mädchen - Choi Ju-hye Einzel: 8. Platz Mixed: 12. Platz (mit Max Esposito Australien) | Jungen - Park Gil-ung Einzel: 15. Platz Mixed: Bronze (mit Aurora Tognetti Italien) |

### Ringen
Mädchen
- Park Chae-rin
Freistil bis 70 kg: 4. Platz

### Schießen
| Mädchen - Kim Min-jeong Luftpistole 10 m: Bronze Mixed: 16. Platz (mit Peter Schulze Kanada) | Jungen - Kim Cheong-yong Luftpistole 10 m: Silber Mixed: 13. Platz (mit Samuela Ernstová Slowakei) |

### Schwimmen
- 4 × 100 m Freistil Mixed: 17. Platz
4 × 100 m Lagen Mixed: 13. Platz

| Mädchen - Yang Ji-won 50 m Brust: 7. Platz 100 m Brust: 9. Platz 200 m Brust: Silber - Park Jin-yeong 50 m Schmetterling: 19. Platz 100 m Schmetterling: 5. Platz 200 m Schmetterling: 4. Platz | Jungen - Song Suk-gyu 100 m Rücken: 34. Platz 200 m Rücken: 15. Platz - Kim Jae-youn 50 m Brust: 10. Platz 100 m Brust: 10. Platz 200 m Brust: 12. Platz |

### Taekwondo
Jungen
- Joo Dong-hun
Klasse bis 55 kg: Silber

### Tennis
| Mädchen - Kim Da-bin Einzel: Achtelfinale Doppel: 1. Runde (mit Kamonwan Buayam Thailand) Mixed: Achtelfinale | Jungen - Lee Duck-hee Einzel: Viertelfinale Doppel: Viertelfinale Mixed: Achtelfinale - Chung Yun-seong Einzel: Achtelfinale Doppel: Viertelfinale Mixed: 1. Runde (mit Kamonwan Buayam Thailand) |

### Tischtennis
| Mädchen - Park Se-ri Einzel: 9. Platz Mixed: 5. Platz | Jungen - Kim Min-hyeok Einzel: 5. Platz Mixed: 5. Platz |

### Triathlon
| Mädchen - Kim Gyu-ri Einzel: 15. Platz Mixed: 8. Platz (im Team Asien 1) | Jungen - Lee Gyu-hyung Einzel: 20. Platz Mixed: 8. Platz (im Team Asien 1) |

### Turnen
| Mädchen - Park Ha-na Einzelmehrkampf: 34. Platz | Jungen - Lim Myong-woo Einzelmehrkampf: 28. Platz Boden: Bronze Ringe: 8. Platz |